# Ishaq ben Abba Mari
Ishaq ben Abba Mari (francès: Abba Mari)  (Lunèl, segle XIII - segle XIV)
 Abba Mari ben Moses ben Joseph fou un rabí occità, nascut a Lunèl, prop de Montpeller, cap al final del segle xiii. També és conegut com a Yarhi del seu lloc de naixement (hebreu Yerah, és a dir lluna, lune), i també va tenir el nom Astruc Don Astruc o En Astruc de Lunel.
Abba Mari es va dedicar a l'estudi de la teologia i filosofia, i es va fer conèixer els escrits de Maimònides i Bonastruc ça Porta, així com amb els talmúdics.
A Montpeller, on va viure des de 1303 - 1306, va estar molt angoixat per la prevalença del racionalisme d'Aristòtil, que en la seva opinió, per mitjà de les obres de Maimònides, amenaçava l'autoritat de l'Antic Testament, l'obediència a la llei, i la creença en els miracles i la revelació. Per aquest motiu, en una sèrie de cartes (després reunides sota el títol Minhat Kenaot, que vol dir, "Gelosia oferta") va demanar al rabí Shlomo ben Adret de Barcelona que anés en ajuda de l'ortodòxia.
Ben Adret, amb l'aprovació d'altres rabins catalans, va enviar una carta a la comunitat de Montpeller proposant prohibir l'estudi de la filosofia als que tenien menys de cinc anys d'estudis, i, malgrat l'oposició secció dels liberals, un decret en aquest sentit va ser emes per Ben Adret el 1305. El resultat va ser un gran cisma entre els jueus de les Espanyes i els del sud de França, i un nou impuls va ser donat a l'estudi de la filosofia per la ingerència no autoritzada dels rabins de les Espanyes.
Quan es produí l'expulsió dels jueus de França per part de Felip IV el 1306, Abba Mari es va establir a Perpinyà, on va publicar les cartes relacionades amb la controvèrsia. La seva història posterior és desconeguda. A part de les cartes, va ser autor de poesia litúrgica i va fer treballs sobre dret civil.